# Schijnviltroos
De schijnviltroos of ruwe viltroos (Rosa pseudoscabriuscula) is een struik die behoort tot de rozenfamilie (Rosaceae). De soort komt van nature voor in Europa. De schijnviltroos staat op de Nederlandse Rode lijst van planten als zeer zeldzaam en stabiel of toegenomen. Het aantal chromosomen is 2n = 35.
De struik wordt 60-300 cm hoog. De takken zijn los en hoog met lange boogvormig overhangende 
takken tot dicht, gedrongen en recht opgaand. Op de takken zitten zwak gebogen stekels, die een brede basis hebben. De bladeren zijn vijf- tot zeventallig geveerd met 3 cm lange en 1,5 cm brede, dubbel- of meervoudig gezaagde deelblaadjes, die aan de onderkant ruw tot viltig behaard zijn. De steunblaadjes zijn bezet met klierharen. De bladsteel en bladspil zijn viltig behaard en sterk bezet met klierharen. Op de onderkant van de bladsteel zitten soms kleine stekels. Bij wrijving van de blaadjes komt een hars- of terpentijngeur vrij.
De schijnviltroos bloeit in juni en juli met witte tot helderroze, 4 cm grote bloemen, die in tuilen zitten. De met veel klierharen bezette bloemsteel is 1,5–2,5 cm lang. De viltig behaarde, met veel klierharen bezette kelk is na de bloei afstaand tot licht opgericht en valt later af. De vrije stijl is wollig behaard.
De rode, elliptisch tot ronde, 1,5 cm lange en 1,2 cm brede, met klierharen bezette rozenbottel is een bloembodem met daarin de nootjesachtige vruchten. De steel van de rozenbottel is meestal even lang als of korter dan de rozenbottel en bezet met veel, gesteelde klierharen. Het stijlkanaal is 0,5–1,2 mm groot.
De schijnviltroos komt voor op droge, meestal kalkhoudende grond in zeeduinen, hagen en struwelen.

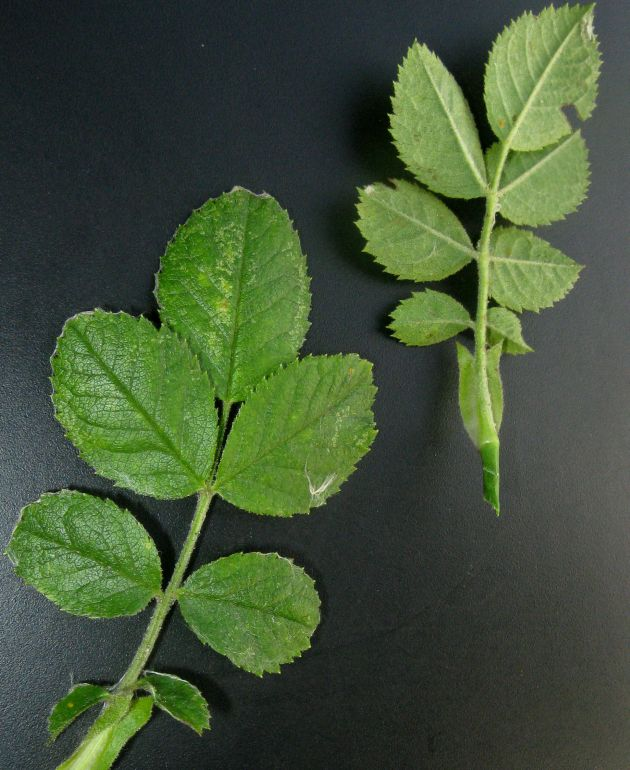
Blad
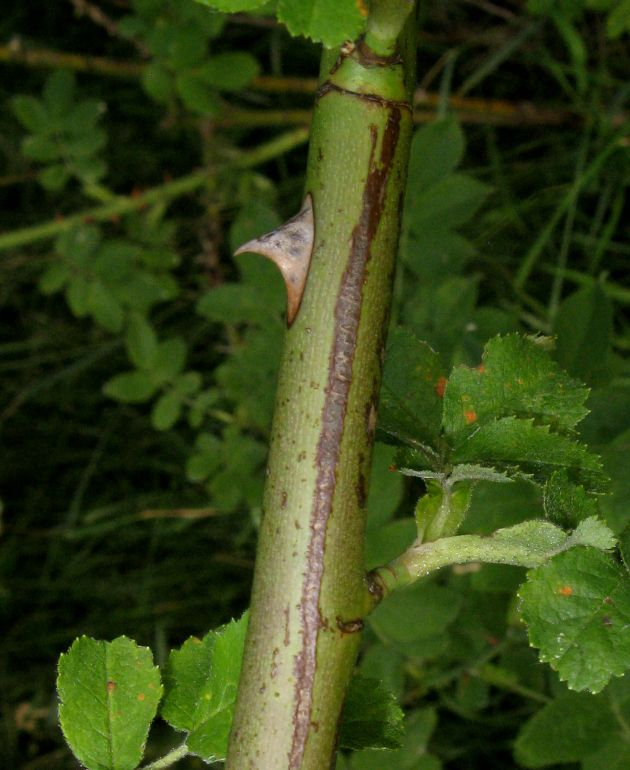
Stekel
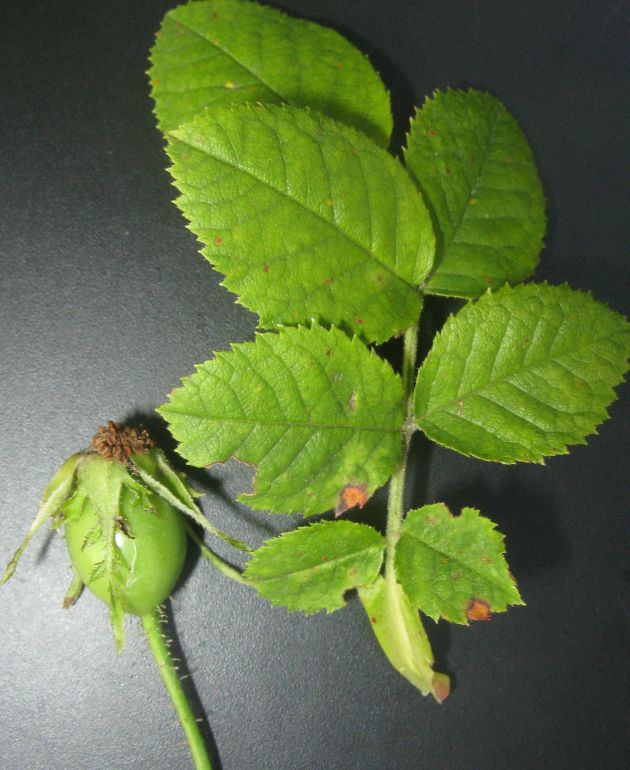
Jonge rozenbottel